# Adela Pla Pastor
Adela Pla Pastor (Sedaví, 17 de novembre de 1936 – 16 d'agost del 2005) va ser mestra, jutgessa de pau a Sedaví, i la primera dona a Espanya que va ocupar el càrrec de consellera en un Govern preautonòmic i també la primera dona diputada per la Circumscripció electoral de València en les dues primeres legislatures de la democràcia.

## Trajectòria
Adela Pla Pastor, socialista activa durant dècades, fou filla de l'últim alcalde republicà de Sedaví, Vicent Pla, i de Carmen Pastor, es va adscriure des de ben jove a moviments progressistes en contra del règim franquista. Socialista convençuda des dels seus orígens, sempre va ser gran amiga dels socialistes valencians, entre ells, l'exministre de l'Interior Antoni Asunción i l'exsecretari d'Organització del PSOE Ciprià Ciscar Casaban.
Mestra d'EGB de professió i mare de dos fills, va estar lligada a la cooperativa La Nostra Escola Comarcal de Picassent (València), una escola plantejada com una alternativa pedagògica a l'escola del franquisme, que la socialista qualificava com un projecte educatiu de qualitat, de la que va ser mestra fundadora. Adela sempre va advocar per una escola de qualitat, digna, pública i en valencià.
En el terreny polític la seua vida ha estat lligada al Partit Socialista del País Valencià (PSPV). Es va afiliar al partit l'any 1976. Des de llavors va participar activament en política, i ja el 1977 sonava el seu nom en les llistes. Però no va ser fins a 1979 quan va ocupar un càrrec; va ser consellera sense cartera en el primer Govern preautonòmic del País Valencià, que presidia el socialista Josep Lluís Albinyana. El 1980 es va traslladar a Madrid com a diputada per València a les Corts Generals. Allí va romandre fins a les eleccions generals espanyoles de 1993, durant quatre legislatures, sent una altra vegada la primera dona diputada per València durant les dues primeres legislatures. En el seu treball en el grup socialista en les Corts Generals, Pla va treballar en les comissions d'Educació i Cultura, Assumptes Exteriors i Control de Radiotelevisió Espanyola (RTVE). D'esta última comissió va ocupar la vicepresidència.
Des de 1982 i fins a 1987 va formar part de la delegació espanyola en el Consell d'Europa. En esta ocasió també va ser pionera, ja que en l'assemblea del dit consell va ser la primera dona que va formar part de la delegació de les Corts. A més, va representar a Espanya en distintes conferències de Parlamentaris per la Pau celebrades a Mèxic, Sydney i Nairobi. Dins de l'executiva del PSOE, Adela va formar part de la Secretaria General d'Emigració, càrrec que li va obligar a desplaçar-se a diferents països durant anys.
Adela Pla va tornar al seu poble natal, Sedaví, en 1993 i va tornar a exercir funcions de professora en La Nostra Escola Comarcal, a la que sempre va estar lligada. Des de mitjans dels anys noranta era jutge de pau de Sedaví i en 2005 va ser nomenada per unanimitat filla predilecta del municipi per part de la corporació, a penes quatre mesos abans de la seua mort. Va morir a l'agost de 2005 en la seua llar de Sedaví a causa d'un càncer.
L'any 2019, l'ajuntament de Sedaví va aprovar donar nom a la biblioteca municipal i al parc situat en el carrer València, amb els noms dels seus fills predilectes Vicente Ruiz Monrabal i Adela Pla, a proposta de l'associació "El Bolitxo" de foment de la cultural a Sedaví.